# Ташкентский музей железнодорожной техники
Ташкентский музей железнодорожной техники при Центральном Дворце культуры железнодорожников АО «Узбекистан темир йуллари» был открыт 4 августа 1989 года.

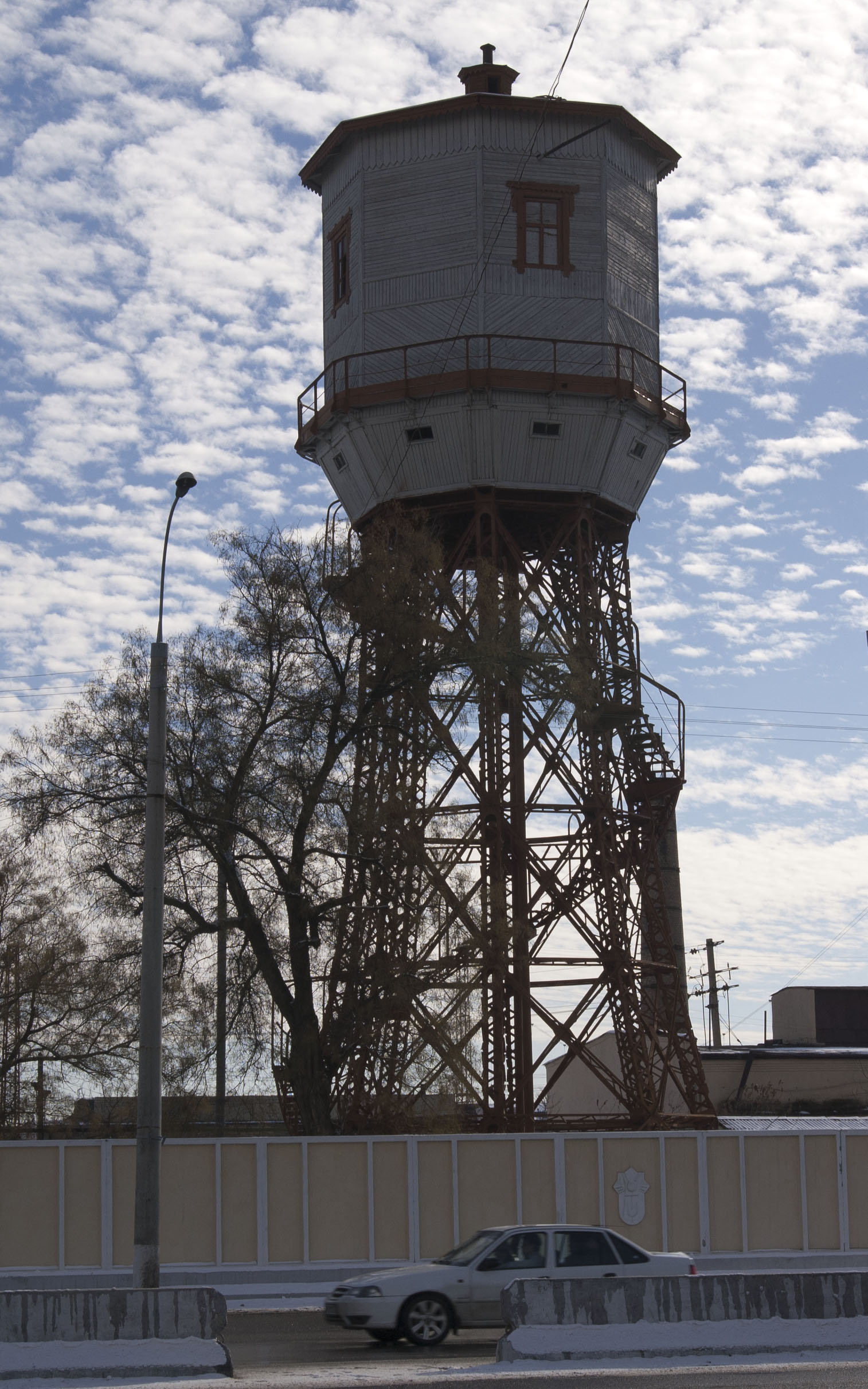
Водонапорная башня на территории станции "Ташкент пассажирский". Была сохранена до 2017 года благодаря усилиям работников музея

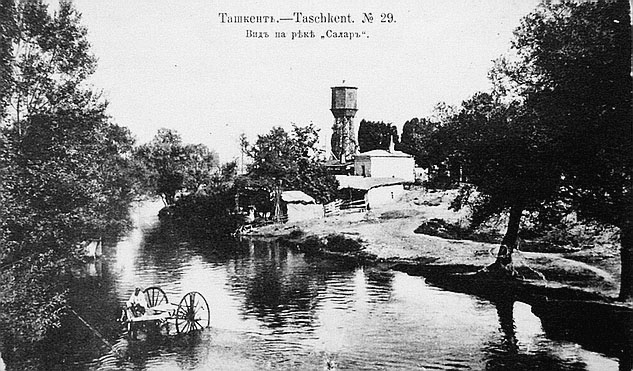
Та же башня на дореволюционной открытке

## История
В 1988 году отмечался 100-летний юбилей Среднеазиатской железной дороги. В дни торжеств на станции Ташкент-Пассажирский (Северный Вокзал) были выставлены для всеобщего обозрения локомотивы, работающие на Среднеазиатской железной дороге. Выставка вызвала большой интерес у жителей города и гостей столицы. По многочисленным просьбам и предложениям было решено выставку сохранить.
4 августа 1989 года в День железнодорожника состоялось торжественное открытие музея железнодорожной техники.
Ташкентский музей железнодорожной техники входит в мировую ассоциацию технических музеев железнодорожного профиля.
В музее под открытом небом представлены 13 паровозов, 17 тепловозов, 3 электровоза, 10 вагонов и наиболее интересные образцы ремонтно-строительной техники XX века.
В трёх вагонах размещена экспозиция, рассказывающая об истории создания Среднеазиатской железной дороги, выставлены средства связи, безопасности, знаки доблести, образцы форменной одежды железнодорожников прошлого периода.
В музее действует узкоколейная железная дорога (ширина колеи 750 мм), имеются два состава, локомотивы ТУ7а, два летних вагона оформлены в восточном стиле, три вагона ПВ38. Проводятся обзорные экскурсии, позволяющие ознакомиться с историей железных дорог, устройством паровозов и другой железнодорожной техники.
В 2017 году был разработан проект ремонта и реконструкции музея, предусматривающий создание второго входа в музей, полное облагораживание территории, строительство детской площадки, зон отдыха и развлечений. Однако проект отложили, поскольку «Узбекистон темир йуллари» в те годы активно занималась развитием Ташкентского метрополитена.
В 2019 году музей посетили рекордные за всё время 36 тысяч человек. Однако последние годы музей не приносил прибыли, что породило слухи о закрытия музея, в тоже время руководство «Узбекистан темир йуллари» опровергла эту информацию.
В 2021 году приступили к ремонту и реконструкции музея.

## Экспозиция

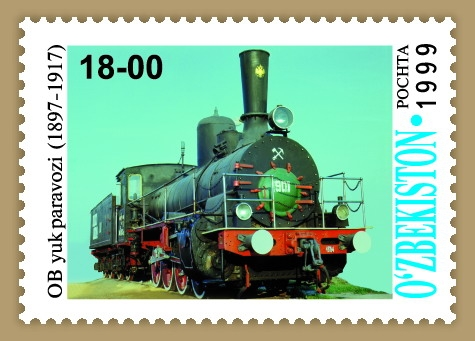
Паровоз О^{в} 1534 на почтовой марке Узбекистана

Одним из самых старых экспонатов является паровоз Ов (овечка), выпущенный в 1914 году. Изображён на почтовой марке Узбекистана 1999 года. По разным источникам паровоз снимался в 3-7 кинофильмах, в том числе «Неуловимые мстители», однако подтвердить эту информацию не удалось, поскольку на роли во всех фильмах претендуют по несколько паровозов серии О.
Паровозы серии Э выпускались с 1912 по 1957 год в музеи представлены ЭУ, ЭР, ЭМ.
Су — первый советский магистральный пассажирский паровоз.
Паровозы серии Е производились с 1915 по 1947 год по российским и советским чертежам на заводах США и Канады, в музее стоит Еа № 2371 выпущенный фирмой АЛКО (США).
Магистральные товарные паровозы СО, ФД и ЛВ.
Трофейный военный паровоз ТЭ-52 № 5200 (BR 52) был произведён на оккупированной Германией территории во время Второй мировой войны.
Самый мощный паровоз в экспозиции — П36 № 0250. П36 № 0251 стал последним пассажирским паровозом, выпущенным в СССР.
Маневровый танк-паровоз 9П выпускался с 1935 по 1957 год. 9П стал последним паровозом на колею 1520 мм, выпущенным в СССР.
Экспозицию тепловозов открывает Да, выпущенный фирмой АЛКО (США). Тепловозы этой серии поставлялись по ленд-лизу. Также представлен ТЭ1 — первый советский тепловоз, выпущенный после Великой Отечественной войны. ТЭ1 является модификацией Да, производился заводами ХЗТМ, ХЭТЗ, Динамо.
Единственный сохранившийся туристический двухпалубный вагон с куполом обзора, выпущенный в 1965 году. Вагон является совместной разработкой Ленинградского вагоностроительного завода им. Егорова и Тверского вагоностроительного завода.

### Паровозы
| Иллюстрация | Экспонат | №      | Год выпуска | Страна             | Завод                                                             |
| ----------- | -------- | ------ | ----------- | ------------------ | ----------------------------------------------------------------- |
|             | Кч4      | 228    | 1950        | Чехословакия       | Škoda                                                             |
|             | Су       | 250-94 | 1924        | СССР               | Брянский машиностроительный завод                                 |
|             | 9П       | 649    | 1936        | СССР               | Коломенский завод                                                 |
|             | Ов       | 1534   | 1914        | Российская империя | Коломенский завод                                                 |
|             | Еа       | 2371   | 1944        | США                | АЛКО                                                              |
|             | Эм       | 732-35 | 1931        | СССР               | Харьковский паровозостроительный завод                            |
|             | ЭР       | 772-89 | 1936        | Чехословакия       | ЧКД                                                               |
|             | СОм17    | 1-2657 | 1934        | СССР               | Харьковский паровозостроительный завод                            |
|             | ЭУ       | 705-74 | 1930        | СССР               | Мичуринский паровозостроительный завод                            |
|             | ФД20     | 2849   | 1932        | СССР               |                                                                   |
|             | ЛВ       | 0487   | 1956        | СССР               | Ворошиловградский паровозостроительный завод                      |
|             | П36      | 0250   | 1946        | СССР               | Коломенский завод                                                 |
|             | ТЭ52     | 5200   | 1943        | Германская империя | концерн Геншель, завод Oberschlesischen Lokomotivwerken Krenau AG |

### Тепловозы
| Иллюстрация | Экспонат       | №                 | Год выпуска | Страна       | Завод                                               |
| ----------- | -------------- | ----------------- | ----------- | ------------ | --------------------------------------------------- |
|             | ТГК2           | 2245              | 1962        | СССР         | Калужский машиностроительный завод                  |
|             | ТГМ23В         | 1654              | 1956        | СССР         | Муромский тепловозостроительный завод               |
|             | ТГМ1           | 1681              | 1966        | СССР         | Муромский тепловозостроительный завод               |
|             | ТГМ3           | 1156              | 1956        | СССР         | Людиновский тепловозостроительный завод             |
|             | Да             | 31                | 1945        | США          | АЛКО                                                |
|             | ТЭ2            | 025               | 1951        | СССР         | Харьковский тепловозостроительный завод             |
|             | ЧМЭ3           | 4115              | 1964        | Чехословакия | ЧКД                                                 |
|             | 2ТЭ10В         | 3928              | 1975        | СССР         | Ворошиловградский тепловозостроительный завод       |
|             | ТЭМ2           | 2558              | 1972        | СССР         | Ворошиловградский завод имени Октябрьской революции |
|             | 2ТЭ10Л         | 254               | 1967        | СССР         | Луганский тепловозостроительный завод               |
|             | ТЭ3            | (102—104) 61-06   | 1953        | СССР         | Харьковский тепловозостроительный завод             |
|             | ТЭП60          | 105-108 1081—2090 | 1961        | СССР         | Коломенский завод                                   |
|             | ТЭП70          | 70-0008-1774      | 1973        | СССР         | Коломенский завод                                   |
|             | ТЭП10 «Стрела» | 10-126            | 1964        | СССР         | Харьковский тепловозостроительный завод             |
|             | ТЭ1            | 20-068            | 1947        | СССР         | Харьковский тепловозостроительный завод             |
|             | ТУ7            | 3143              |             | СССР         | Камбарский машиностроительный завод                 |
|             | ТУ             | 0544              |             | СССР         | Камбарский машиностроительный завод                 |
|             | ТУ 7а          | 3142              |             | СССР         | Камбарский машиностроительный завод                 |
|             | ТУ 2           | 064               |             | СССР         | Калужский машиностроительный завод                  |

### Электровозы и электропоезда
| Иллюстрация | Экспонат | №    | Год выпуска | Страна | Завод                                        |
| ----------- | -------- | ---- | ----------- | ------ | -------------------------------------------- |
|             | ВЛ22м    | 374  | 1950        | СССР   | Новочеркасский электровозостроительный завод |
|             | ВЛ60К    | 157  | 1956        | СССР   | Новочеркасский электровозостроительный завод |
|             | ЭР2      | 1270 | 1981        | СССР   | Рижский вагоностроительный завод             |

### Самоходный подвижной состав
| Иллюстрация | Экспонат         | №    | Год выпуска | Страна | Завод                                                   |
| ----------- | ---------------- | ---- | ----------- | ------ | ------------------------------------------------------- |
|             | Автодрезина АГВ  | 211  | 1971        | СССР   | Тихорецкий машиностроительный завод им. В.В. Воровского |
|             | Автодрезина ДГку | 134  | 1975        | СССР   | Тихорецкий машиностроительный завод им. В.В. Воровского |
|             | Автодрезина АГму | 5887 | 1959        | СССР   | Тихорецкий машиностроительный завод им. В.В. Воровского |
|             | Автомотриса АС1а | 2134 | 1964        | СССР   | Великолукский локомотивовагоноремонтный завод           |

### Ремонтно-строительная техника
| Иллюстрация | Экспонат                         | №           | Год выпуска | Страна | Завод                               |
| ----------- | -------------------------------- | ----------- | ----------- | ------ | ----------------------------------- |
|             | Кран ПК-6                        | 6           | 1930        | СССР   | Львовский локомотиворемонтный завод |
|             | Прицеп УП-2                      | 2989        | 1972        |        |                                     |
|             | Рельсосварочная машина           | РСМ3        | 1974        |        |                                     |
|             | Путестроительный кран            | ДЖ-45       | 1937        | СССР   | Коломенский завод                   |
|             | Выправочно-подбивоотделочная ВПО | 3000        | 1962        |        |                                     |
|             | Шпалопобивочная машина           | 001         | 1961        | СССР   | Кировский машзавод 1 Мая            |
|             | Снегоочиститель                  | СДП-216     | 1949        |        |                                     |
|             | Двухосный вагон                  | САЗ 5000    | 1946        |        |                                     |
|             | Платформа грузовая (думпкар)     | ЦНИИ 959738 | 1959        |        |                                     |

### Вагоны
| Иллюстрация | Экспонат                            | №        | Год выпуска | Страна | Завод                                  |
| ----------- | ----------------------------------- | -------- | ----------- | ------ | -------------------------------------- |
|             | Двухпалубный вагон с куполом обзора | САЗ 4000 | 1965        | СССР   | Ленинградский вагоностроительный завод |
|             | Межобластной вагон                  |          | 1976        | ПНР    | Завод Цегельского город Познань        |

### Железнодорожное оборудование
| Иллюстрация | Экспонат                     | Год выпуска | Страна |
| ----------- | ---------------------------- | ----------- | ------ |
|             | Гидроколонка образца 1936 г. | 1950        | СССР   |
|             | Семафор                      | 1945        | СССР   |